# UEFA Euro 2004 (videogioco)
UEFA Euro 2004 è il videogioco ufficiale del campionato d'Europa 2004.

## Presentazione
Il videogioco è stato presentato dalla EA Sports nel febbraio 2004, mentre la distribuzione al pubblico è avvenuta a partire dal 6 maggio successivo.

## Caratteristiche
Il titolo riprende, sostanzialmente, le novità introdotte in FIFA Football 2004 e le sue meccaniche di gioco. Sono inoltre presenti fattori che conferiscono al gioco un maggior grado di realismo, tra cui la possibilità - per i calciatori - di sporcarsi le divise da gioco cadendo a terra. I protagonisti (atleti ed arbitri) sono riprodotti con buona approssimazione, mentre la telecronaca - nella versione italiana - è affidata a Bruno Longhi e Giovanni Galli.
Basandosi sull'evento continentale, il gioco annovera le sole formazioni europee; sono disponibili 51 squadre.

## Modalità di gioco
Il titolo presenta le seguenti modalità:
- Gioca: un'amichevole tra due squadre selezionate dai giocatori oppure casualmente[4];
- Andata-ritorno: un doppio confronto, con la possibilità di tempi supplementari o rigori (oltre ai gol in trasferta) per decidere il vincitore;
- All Star: un incontro amichevole, in cui i calciatori vengono scelti dalle rose di tutte le squadre disponibili;
- Scenario: il giocatore crea una partita personalizzata, impostando i parametri a sua scelta (punteggio, minuto della gara, situazione di gioco e cartellini);
- Allenamento: una forma di allenamento libero, a tutto campo, oppure focalizzato sulle situazioni di palla ferma;
- UEFA Euro 2004: il giocatore sceglie una Nazionale del vecchio continente, partecipando alle qualificazioni ed alla fase finale con l'obiettivo di vincere la coppa. Durante il percorso, il giocatore - oltre ai risultati - deve tener conto di altri fattori: lo stato di forma e il morale dei calciatori, le condizioni degli avversari (opportunamente segnalate da osservatori e scout), il calendario, le squalifiche e gli infortuni.[2]
- Torneo: viene creato un torneo personalizzato, del quale si scelgono la formula e il numero di partecipanti (da 4 a 32).[2] In alternativa, si può accedere direttamente alla fase finale dell'Europeo.[2]

## Accoglienza
Pubblicato a ridosso del torneo, il gioco fu accolto positivamente dalla critica ed ottenne un buon successo.